# The Dirtchamber Sessions Volume One
Prodigy Present: The Dirtchamber Sessions Volume One este un album mix, solo, din 1999 de Liam Howlett, fondatorul trupei The Prodigy, fiind produs inițial drept mix, pentru emisiunea radiofonica The Breezeblock, al postului de radio Britanic BBC Radio 1.
Albumul este compus din 48 de piese ce sunt taiate, atașate și  mixate, a diferiților artiști. Albumul a apărut ca rezultat a unei apariții a lui Howlett, drept DJ oaspete, în 1998, la emisiunea lui Mary Anne Hobbs, Breezeblock, de pe postul de radio din Marea Britanie Radio 1, ulterior producând un set similar.
În încercarea de a opri copiile bootleg populare a emisiunii, a fost lansat un album oficial, în esență, o versiune extinsă a mixului de la Breezeblock. Cele două mixuri nu sunt chiar la fel, deoarece  nu s-a primit autorizare de a utiliza anumite melodii drept sample-uri.
Cea mai notabil este eliminarea piesei "Sgt. Pepper's Lonely Hearts Club Band" a celor de la The Beatles.

## Recepția
- Alternative Press (10/00, p. 120) - Inclus în AP's "10 Essential DJ-Mix Albums" - "...Întunecat, brut și furios..."
- Muzik (1/00, p. 84) - Clasat pe locul #9 în topul revistei Muzik,  "Compilations of the Year '99"

## Lista de piese
1. Secțiunea 1 – 7:18
  1. Run-D.M.C., "Here We Go (Live At The Funhouse)" (1985) – este trecut în broșura CD-ului ca "Intro Beats".
  2. Rasmus, "Punk Shock" (1998) - este trecut în broșura CD-ului ca "Tonto's Release".
  3. Hardnoise, "Untitled" (1991)
  4. The Chemical Brothers, "Chemical Beats" (1995)
  5. Ultramagnetic MCs, "Kool Keith Housing Things" (1988)
  6. Lightnin' Rod cu Jalal, "Sport" (1988)
  7. Ultramagnetic MCs, "Give the Drummer Some" (1988)
  8. Time Zone, "Wildstyle" (1983)
2. Secțiunea 2 – 6:44
  1. Bomb the Bass, "Bug Powder Dust" (1994)
  2. Trouble Funk, "Pump Me Up" (1984) - este etichetate greșit ca fiind al trupei Grandmaster Flash & The Furious Five.
  3. The Charlatans, "How High" (1997)
  4. The Prodigy, "Poison" (1995)
  5. Jane's Addiction, "Been Caught Stealing" (1990)
  6. Tim Dog cu KRS-One, "I Get Wrecked" (1993)
3. Secțiunea 3 – 6:03
  1. Babe Ruth, "The Mexican" (1972)
  2. The B-Boys, "Rock the House" (1983)
  3. The Chemical Brothers, "(The Best Part of) Breaking Up" (1996)
  4. Word of Mouth, "King Kut" (1985)
4. Secțiunea 4 – 7:52
  1. DJ Mink, "Hey! Hey! Can You Relate" (1990)
  2. The KLF, "What Time Is Love" (1988)
  3. Frankie Bones, "Funky Acid Makossa" (1988)
  4. Frankie Bones, "Shafted Off" (1988)
  5. Frankie Bones, "And the Break Goes Again" (1988)
  6. Meat Beat Manifesto, "Radio Babylon" (1990)
  7. Herbie Hancock, "Rockit" (1983)
  8. The Prodigy, "Smack My Bitch Up" (1997) - nu este  enumerat în broșura CD-ului.
  9. Public Enemy, "Public Enemy No. 1" (1987) - nu este  enumerat în broșura CD-ului.
  10. The 45 King, "900 Number" (1992)
  11. The Prodigy, "Molotov Bitch" (1996) - nu este  enumerat în broșura CD-ului.
  12. Propellerheads, "Spybreak!" (1997)
  13. Beastie Boys, "It's the New Style" (1986)
5. Secțiunea 5 – 4:57
  1. Sex Pistols, "New York" (1977)
  2. Fatboy Slim, "Punk to Funk" (1996)
  3. Medicine, "I'm Sick" (1997)
6. Secțiunea 6 – 5:48
  1. D.ST., "The Home of Hip Hop" (1985)
  2. JVC Force, "Strong Island" (1984)
  3. Primal Scream, "Kowalski" (1997)
  4. Beastie Boys, "Time to Get Ill" (1986)
  5. Barry White, "I'm Gonna Love You Just a Little More Baby" (1973)
  6. Public Enemy, "Public Enemy No. 1" (1987)
  7. Fred Wesley & The J.B.'s, "Blow Your Head" (1974)
  8. T La Rock, "Breaking Bells" (1993)
7. Secțiunea 7 – 3:59
  1. LL Cool J, "Get Down" (1987)
  2. Digital Underground, "The Humpty Dance" (1989)
  3. Uptown, "Dope on Plastic" (1989)
  4. Coldcut, "Beats and Pieces" (1987)
8. Secțiunea 8 – 8:40
  1. London Funk Allstars, "Sure Shot" (1995)
  2. West Street Mob, "Break Dance–Electric Boogie" (1983)
  3. Hijack, "Doomsday of Rap" (1988)
  4. Renegade Soundwave, "Ozone Breakdown" (1988)
  5. The Beginning of the End, "Funky Nassau" (1971)
  6. The Jimmy Castor Bunch, "It's Just Begun" (1972)